# The Masked Dancer
The Masked Dancer (kurz TMD) ist eine 2022 auf ProSieben ausgestrahlte, deutsche Fernsehshow, in der Prominente maskiert in Ganzkörperkostümen tanzen. Am 15. Januar 2023 berichtete DWDL unter Berufung auf ProSieben-Sprecher Christoph Körfer von der Einstellung der Show nach einer Staffel.

## Hintergrund

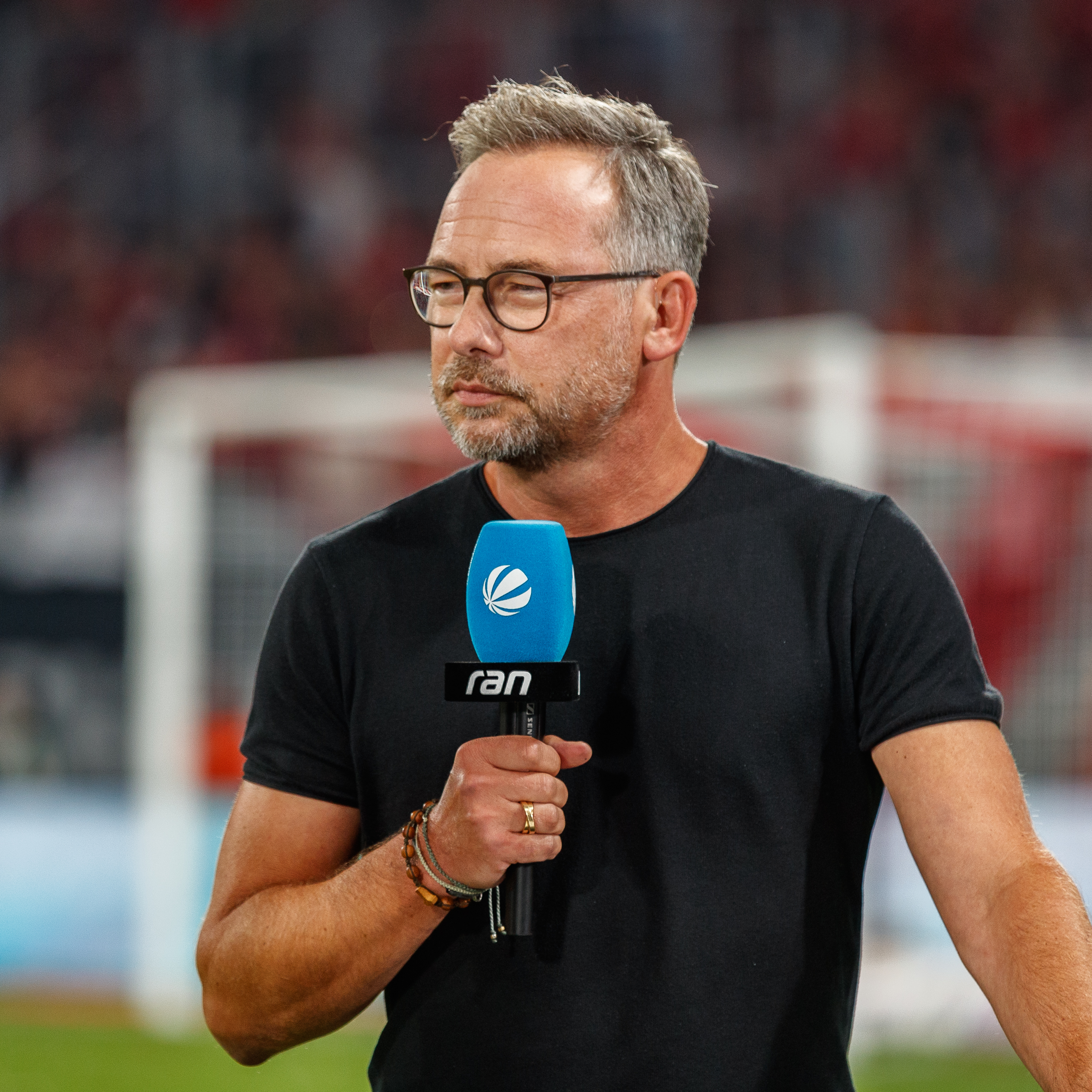
Moderator Matthias Opdenhövel

- Moderiert wurde die Sendung von Matthias Opdenhövel. Als Off-Stimme war Marios Gavrilis zu hören.
- Als Drehort dienten die MMC Studios in Köln.
- The Masked Dancer ist ein Ableger des erfolgreichen Formates The Masked Singer, welches ebenfalls auf ProSieben ausgestrahlt wird.
- Die Kostüme wurden in Mühldorf am Inn von Alexandra Brandner hergestellt.

## Konzept

### Übersicht
| Premiere       | Finale          | Ausstrahlungsturnus | Ständige Mitglieder des Rateteams | Ständige Mitglieder des Rateteams | Moderation          | Gewinner |
| -------------- | --------------- | ------------------- | --------------------------------- | --------------------------------- | ------------------- | -------- |
| 6. Januar 2022 | 27. Januar 2022 | donnerstags         | Alexander Klaws                   | Steven Gätjen                     | Matthias Opdenhövel | Oli.P    |

### Ablauf
In jeder Folge treten Prominente in Ganzkörperkostümen mit einer Choreografie in einem Wettstreit gegeneinander an. Vor dem jeweiligen Auftritt wird ein kurzes Video gezeigt, in dem versteckte Indizien zur Identität der kostümierten Tänzers enthalten sind. Anders als bei The Masked Singer, gibt es bei The Masked Dancer mehr Indizien.

#### Indizien
In dieser Show standen jedem Rateteam-Mitglied jeweils 2 Joker zur Verfügung, die das Erraten der kostümierten Tänzer erleichtern sollten: bei Einsatz des Voice Decoders hört man für einen kurzen Moment die Originalstimme des Prominenten. Durch den Indizien Decoder wird ein Indiz mit einer Lupe rangezoomt und ausführlicher erläutert.

### Musik
Die Einlaufmusik war Who Are You von The Who.
Nach einer Entscheidung hörte man einen Ausschnitt aus dem Lied Baby von Bakermat.

## Produktion

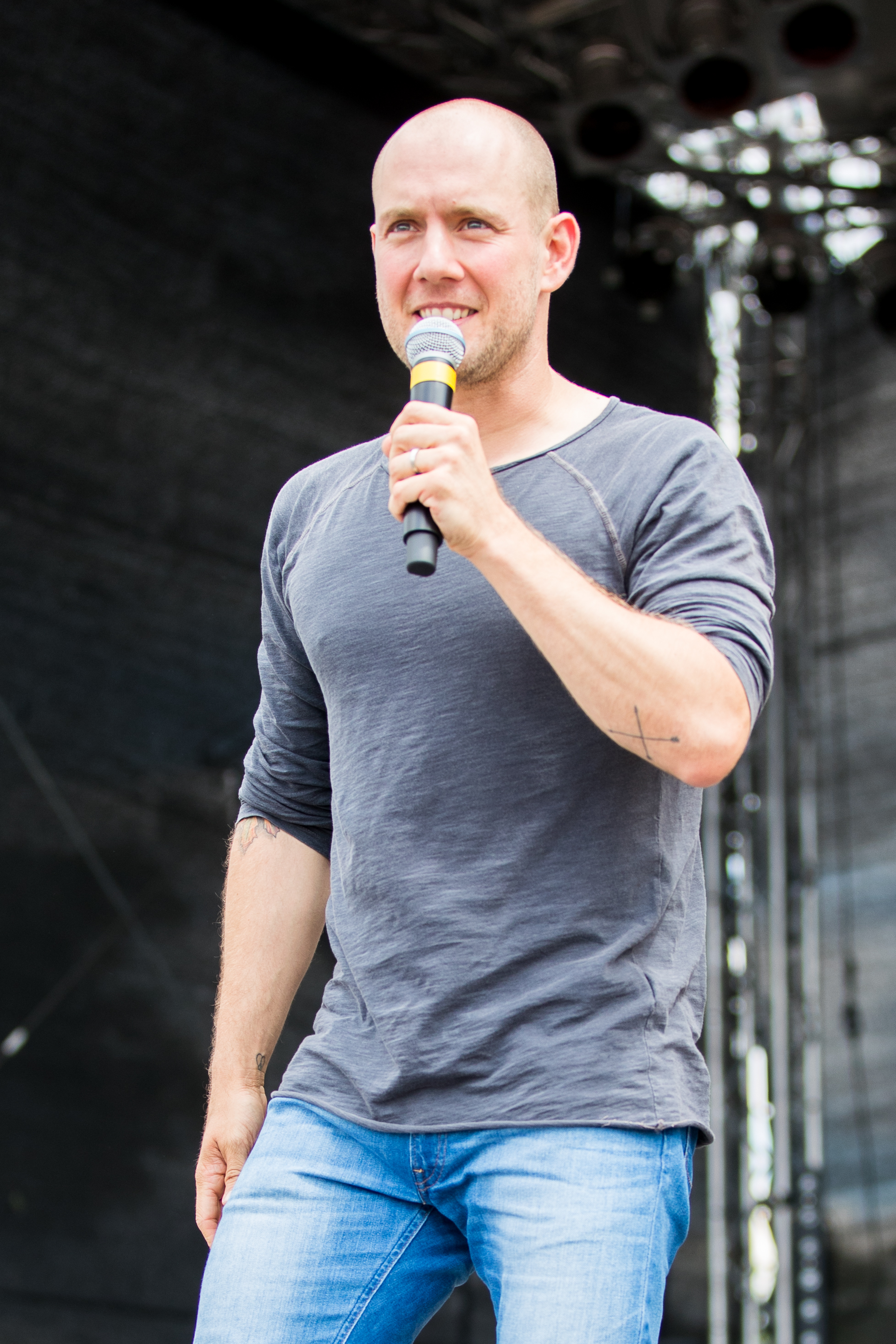
Oli.P, Sieger von The Masked Dancer

Im Herbst 2021 wurde ein Ableger von The Masked Singer angekündigt, in der sieben maskierte Prominente tanzen werden. Die Sendung wurde ab dem 6. Januar 2022 ausgestrahlt.

### Rateteam
| Folge | Ständige Mitglieder | Ständige Mitglieder | Gastmitglied         |
| ----- | ------------------- | ------------------- | -------------------- |
| 1     | Alexander Klaws     | Steven Gätjen       | Ruth Moschner        |
| 2     | Alexander Klaws     | Steven Gätjen       | Johanna Klum         |
| 3     | Alexander Klaws     | Steven Gätjen       | Annemarie Carpendale |
| 4     | Alexander Klaws     | Steven Gätjen       | Yvonne Catterfeld    |

### Teilnehmer
| Platz | Kostüm        | Person           | Bekannt als                         | Aus in Folge | Quelle |
| ----- | ------------- | ---------------- | ----------------------------------- | ------------ | ------ |
| 1     | Affe          | Oli.P            | Schauspieler, Sänger, Moderator     | 4            | [ 8 ]  |
| 2     | Zottel        | Marlene Lufen    | Moderatorin                         | 4            | [ 8 ]  |
| 3     | Buntstift     | Timur Bartels    | Schauspieler                        | 4            | [ 8 ]  |
| 4     | Maus          | Wolke Hegenbarth | Schauspielerin                      | 4            | [ 8 ]  |
| 5     | Maximum Power | Eloy de Jong     | Sänger, Moderator                   | 3            | [ 9 ]  |
| 6     | Schaf         | Axel Schulz      | Boxer                               | 2            | [ 10 ] |
| 7     | Glühwürmchen  | Ute Lemper       | Musicaldarstellerin, Schauspielerin | 1            | [ 11 ] |

### Folgen
|   | Kostüm        | Tanz zum Lied, Originalinterpret                    | Ergebnis      |
| - | ------------- | --------------------------------------------------- | ------------- |
| 1 | Glühwürmchen  | XO – Beyoncé                                        | Ausgeschieden |
| 2 | Affe          | Stadtaffe / Schüttel deinen Speck – Peter Fox       | Gewonnen      |
| 3 | Maus          | Bang Bang – Jessie J, Ariana Grande & Nicki Minaj   | Vielleicht    |
| 4 | Zottel        | Shake It Off – Taylor Swift & Sailing – Rod Stewart | Gewonnen      |
|   |               |                                                     |               |
| 5 | Maximum Power | The 2nd Law: Unsustainable – Muse                   | Vielleicht    |
| 6 | Schaf         | Jump – Kris Kross / Wonderful Life – Black          | Vielleicht    |
| 7 | Buntstift     | Sing, Sing, Sing – Benny Goodman                    | Gewonnen      |

|   | Kostüm        | Tanz zum Lied, Originalinterpret                          | Ergebnis      |
| - | ------------- | --------------------------------------------------------- | ------------- |
| 1 | Affe          | Rhythm Nation – Janet Jackson                             | Gewonnen      |
| 2 | Zottel        | Ex's & Oh's – Elle King / Get Ur Freak On – Missy Elliott | Vielleicht    |
| 3 | Buntstift     | Iko Iko – Justin Wellington / Classic – MKTO              | Vielleicht    |
|   |               |                                                           |               |
| 4 | Maximum Power | Flash Medley                                              | Vielleicht    |
| 5 | Schaf         | Ich liebe das Leben – Vicky Leandros                      | Ausgeschieden |
| 6 | Maus          | Can’t Get You Out of My Head – Kylie Minogue              | Gewonnen      |

|           | Kostüm        | Tanz zum Lied, Originalinterpret                                                                | Ergebnis      |                     |
| --------- | ------------- | ----------------------------------------------------------------------------------------------- | ------------- | ------------------- |
| 1         | Zottel        | Bad Guy – Billie Eilish / Mutant Brain – Sam Spiegel & Ape Drums feat. Assasin                  | Vielleicht    |                     |
| 2         | Maus          | Love Again – Dua Lipa / Vielen Dank für die Blumen – Udo Jürgens / SexyBack – Justin Timberlake | Gewonnen      |                     |
| 3         | Affe          | Pump It – Black Eyed Peas                                                                       | Gewonnen      |                     |
|           |               |                                                                                                 |               |                     |
| 4         | Buntstift     | Uptown Funk – Mark Ronson feat. Bruno Mars                                                      | Gewonnen      |                     |
| 5         | Maximum Power | Black Hole Sun – Soundgarden                                                                    | Vielleicht    |                     |
| Dance-Off | Dance-Off     | Dance-Off                                                                                       | Dance-Off     | Indizien-Gegenstand |
| 6         | Zottel        | Creep – Radiohead                                                                               | Gewonnen      | Kaffeebecher        |
| 7         | Maximum Power | Adios Nonino – Astor Piazzolla                                                                  | Ausgeschieden | Mikrofon            |

|         | Kostüm    | Tanz zum Lied, Originalinterpret                                                                                                  | Ergebnis      |
| Runde 1 | Runde 1   | Runde 1 | Runde 1       |
| ------- | --------- | --- | ------------- |
| 1       | Affe      | Thriller – Michael Jackson | Gewonnen      |
| 2       | Maus      | Jai Ho – A. R. Rahman & Gulzar / Jalebi Baby – Tesher / Gur Nalo Ishq Mitha – Yo Yo Honey Singh / Mundian To Bach Ke – Panjabi MC | Ausgeschieden |
|         |           | |               |
| 3       | Buntstift | Can’t Hold Us – Macklemore & Ryan Lewis / Stronger – Kanye West / We Didn’t Start the Fire – Billy Joel                           | Ausgeschieden |
| 4       | Zottel    | I Want You Back – The Jackson Five / I See Love – Jonas Blue feat. Joe Jonas                                                      | Gewonnen      |
| Runde 2 |           | |               |
| 5       | Affe      | Despacito – Luis Fonsi feat. Daddy Yankee                                                                                         | Gewonnen      |
| 6       | Zottel    | Don’t Worry, Be Happy – Bobby McFerrin / Tequila – The Champs                                                                     | Ausgeschieden |

## Rezeption

### Einschaltquoten
| Folge | Datum           | Zuschauer | Zuschauer       | Marktanteil | Marktanteil     | Quelle |
| Folge | Datum           | Gesamt    | 14 bis 49 Jahre | Gesamt      | 14 bis 49 Jahre | Quelle |
| ----- | --------------- | --------- | --------------- | ----------- | --------------- | ------ |
| 1     | 6. Januar 2022  | 1,75 Mio. | 0,84 Mio.       | 6,1 %       | 12,3 %          | [ 12 ] |
| 2     | 13. Januar 2022 | 1,43 Mio. | 0,70 Mio.       | 5,1 %       | 10,7 %          | [ 13 ] |
| 3     | 20. Januar 2022 | 1,23 Mio. | 0,50 Mio.       | 4,4 %       | 8,0 %           | [ 14 ] |
| 4     | 27. Januar 2022 | 1,43 Mio. | 0,58 Mio.       | 5,3 %       | 8,6 %           | [ 15 ] |
| ø     | ø               | 1,46 Mio. | 0,66 Mio.       | 5,2 %       | 9,9 %           | –      |